# Сами Ал Джабер
Саомар-Абдулла Ал Джабер (на арабски: سامي الجابر), известен повече като Сами Ал Джабер, е футболист и треньор от Саудитска Арабия.
Почти цялата си футболна кариера Сами прекарва с отбора на „Ал Хилал“ (1988 – 2006). Единствено през сезон 2000 – 2001 пребивава в английския клуб „Уулвърхемптън Уондърърс“, където обаче изиграва само 4 мача, след които се завръща в родината си.
За националния отбор на Саудитска Арабия дебютира през 1992 г. срещу Сирия. Последният мач за Ал Джабер с националната фланелка е на 23 юни 2006 г. срещу Испания. Изиграл е за националния отбор 163 мача, в които е отбелязал 45 гола.
Сами Ал Джабер е един от малкото играчи, участвали на четири световни първенства по футбол – през 1994, 1998, 2002, 2006 г. На 3 от тези първенства (през 1994, 1998 и 2006 г.) Ал Джабер е отбелязал голове.
С клубния си отбор „Ал Хилал“ печели 6 пъти първенството на Саудитска Арабия. Веднъж печели и надпреварата за Купата на Краля на Саудитска Арабия, 2 пъти печели и турнира за Суперкупата на Азия.